# Ludomila Alexandrowna Scheiwiler-von Schreyder

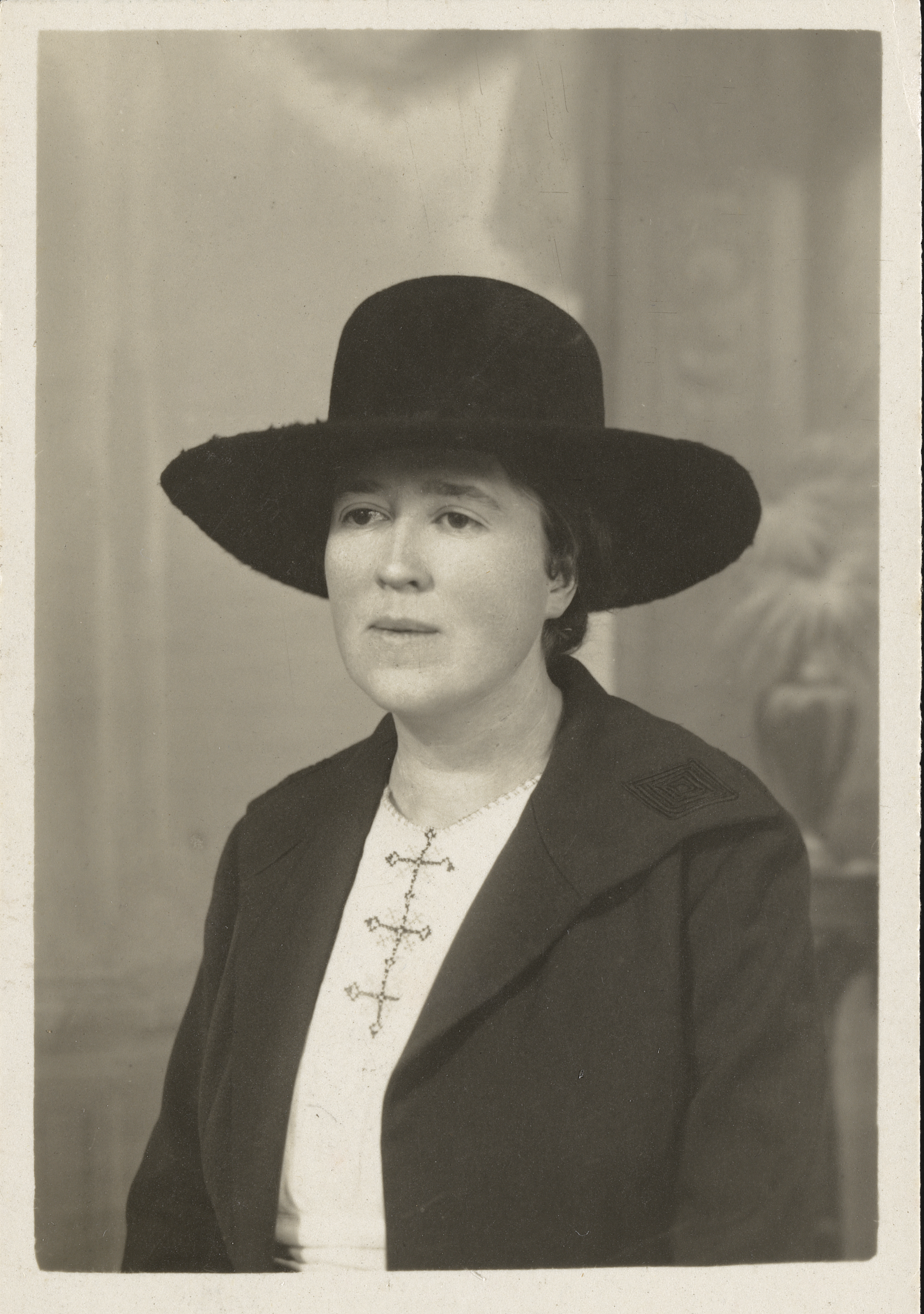
Ludomila Scheiwiler-von Schreyder

Ludomila Alexandrowna Scheiwiler-von Schreyder (* 10. April 1888 in Tiflis; † 3. Februar 1980 in Frauenfeld) war eine Kämpferin für das Frauenstimmrecht in der Schweiz. Sie gründete 1927 den Thurgauischen Verband für Frauenstimmrecht, dessen Präsidentin sie von 1943 bis 1966 war.

## Leben
Ludomila Alexandrowna von Schreyder wurde 1888 als Tochter der deutschstämmigen Eltern Alexander von Schreyder, Bahnhofvorstands und Bertha geb. Broscis geboren. Ihr Vater verstarb früh. Ihre Mutter zog um und heiratete erneut – den deutschen Offizier Ignaz Hofmann, aus dieser Ehe stammen 2 jüngere Halbschwestern von Ludomila. Es folgten viele weitere Umzüge unter anderem nach München, Bramenberg (Bayern), Berlin, Wien und 1909 in die Schweiz. Am 20. Mai 1913 wurde sie Zürcherin und Schweizerin.

### Ausbildung
Ludomila Alexandrowna von Schreyder begann ab 1911 ein Medizinstudium in Bern, brach dieses jedoch nach einem Semester ab. Es folgte ein Theologiestudium in Zürich. Sie entschied sich dafür im Wissen: «dass in der Schweiz auch Frauen zur Ausübung des Pfarramtes zugelassen werden. Für den Fall aber, dass sich diese Aussichten verschlechtern sollten, beabsichtigt sie, sich zur Fachlehrerin auszubilden». So steht es in der «Weisung der bürgerlichen Abteilung des Stadtrates [Zürich] an die bürgerliche Abteilung des Grossen Stadtrates betreffend Bürgerrechtsgesuch der Ludmilla von Schreyder aus Russland» vom 16. Oktober 1912.
Von Oktober 1922 bis April 1924 besuchte sie die sozial-caritative Frauenschule Luzern und schloss diese mit Diplom ab.
Sie war sprachlich sehr versiert und beherrschte neben Deutsch auch Englisch, Französisch, Italienisch, Lateinisch, Hebräisch, Griechisch und Russisch. Sie gab Privatunterricht in mehreren Sprachen und besuchte selber bis ins hohe Alter Russischunterricht in Winterthur. Zudem war sie auch musikalisch begabt und spielte Laute, Gitarre und sang.
Von 1940 bis 1952 gehörte sie dem militärischen Frauenhilfsdienst (FHD) an.

### Heirat
Ludomila Alexandrowna von Schreyder lernte um 1912 an der Universität Zürich den Geschichtsstudenten Albert Scheiwiler (1889–1979) kennen. Die beiden heirateten 1925 und wohnten gemeinsam in Dingenhart bei Frauenfeld, ab 1956 im eigenen Haus an der Berglistrasse in Frauenfeld. Ihr Mann unterrichtete bis 1965 an der Kantonsschule Frauenfeld. Sie trat meist unter dem Namen Ludomila von Schreyder auf, nur selten unterschrieb sie mit beiden Namen – für diese Zeit eine Seltenheit.

### Wirken
Ludomila Alexandrowna Scheiwiler-von Schreyder ergriff 1926 die Initiative zur Gründung des anfänglich "Vereinigung für Frauenstimmrecht Frauenfeld und Umgebung" genannten Frauenstimmrechtsvereins, der sich am 27. April 1927 mit 29 Mitgliedern formierte. Zuerst amtete Ludomila Scheiwiler-von Schreyder als Aktuarin im Vorstand, später als Vizepräsidentin und Geschäftsführerin, dann als Präsidentin. Im Jahr 1928 wurde die Sektion in den Schweizer Dachverband aufgenommen. 1929 sammelten sie und ihre Mitstreiterinnen und vereinzelten Mitstreiter im ganzen Kanton mehrere Tausend Unterschriften für die bundesweite Petition zur Einführung des Frauenstimmrechts und hielten Vorträge.
Ludomila Alexandrowna Scheiwiler-von Schreyder leistete während vier Jahrzehnten grossen Einsatz, erreichte jedoch nicht die gewünschte Resonanz. Mitverantwortlich waren auch die skeptische Haltung der Thurgauer gegenüber Neuem sowie ein fehlendes Netzwerk im konservativ-ländlichen Kanton.

## Werke
- Kleine Biografie über Niklaus Ludwig von Zinzendorf, den Begründer der Herrnhuter Brüdergemeine (ohne Jahresangabe)
- Abhandlung über Erasmus von Rotterdam, 1951 (nicht publiziert)